# Бариев, Шамиль Масгутович
Бариев Шамиль Масгутович (1950—1994) — популярный актёр театра и кино. Заслуженный артист Татарской АССР (1986). Лауреат премии комсомола Татарии имени Мусы Джалиля (1988). Ведущий актёр Татарского государственного академического театра им. Г. Камала, театральный педагог, режиссёр, общественный деятель.

## Биография
Шамиль Масгутович Бариев родился 14 ноября 1950 года в деревне Олы Арташ Сабинского района Татарской АССР в семье педагогов. С детства принимал активное участие в школьных спектаклях, умел красиво и душевно играть на гитаре, обладал певческим талантом.
После окончания школы в 1969 году поступил в Ленинградский государственный институт театра, музыки и кинематографии (курс Л. Ф. Макарьева), окончил который в 1972 году. Учился на одном курсе с Михаилом Боярским. Успешно закончив институт, вернулся на родину, где был принят в ТГАТ им. Г. Камала ведущим актёром. Высокий, красивый, поющий, играющий на гитаре актёр сразу завоевал сердца зрителей и стал играть ведущие роли.
С 1980 года он также преподавал в своём родном театральном училище, снимался в игровом кино, телевизионных спектаклях. Среди его студентов было много выдающихся личностей и деятелей культуры: Хания Фархи, Инсаф Абдулла, Резеда Тухфатуллина, Ильдус Фаиз, Дильбэр Фаиз, Лэйсан Махмутова. С 1991 по 1994 годы преподавал в Казанском Государственном институте искусств и культуры.

## Семья
Отец — Бариев Масгут Бариевич (1916—1966), директор сельской школы, фронтовик, воевал с 1942 года в звании гвардии младшего сержанта, в должности телефониста ВЗОР РАД 41-й Гвардейской Пушечно-Артиллерийской Красноградской Ново-Украинской Бригады, 7 Гвардейской армии, II Украинского фронта. 03.09.1944 года вступил в бой с группой вооруженных немецких солдат. Лично уничтожил 3-х фашистов, а оставшихся 3-х взял в плен. За что был награждён медалью «За Отвагу»
Мать — Бариева Шамсенур Габделькабировна (1914—1993) — учитель.
Жена — Бариева Гульфия Абдулловна (1950—1998), музыкальный работник.
Дочь — Айгуль Бариева, певица, заслуженный артист Республики Татарстан.
Сестра Наиля Абдуллина (1938—2013). Братья Наиль Бариев (р. 1939) — заслуженный изобретатель Татарской АССР и Раиф Бариев (1948—2016) — поэт, журналист.